# Gastrops auropunctatus
Gastrops auropunctatus är en tvåvingeart som beskrevs av Friedrich Georg Hendel 1930. Gastrops auropunctatus ingår i släktet Gastrops och familjen vattenflugor. Inga underarter finns listade i Catalogue of Life.